# Jawanologia
Jawanologia – dziedzina orientalistyki zajmująca się językiem jawajskim we wszystkich etapach jego rozwoju, klasyczną i współczesną literaturą jawajską, historią i kulturą Jawajczyków oraz islamem jawajskim. Jest jedną z pochodnych dziedzin indonezystyki i związana jest również z malaistyką   oraz austronezystyką.
Do pionierów światowej jawanologii zalicza się badaczy zachodnich (zwłaszcza holenderskich), takich jak Wilhelm von Humboldt, Jan Gonda, Petrus J. Zoetmulder, Hendrik Kern, Herman Neubronner van der Tuuk i Theodoor Gautier Thomas Pigeaud.